# Frasco

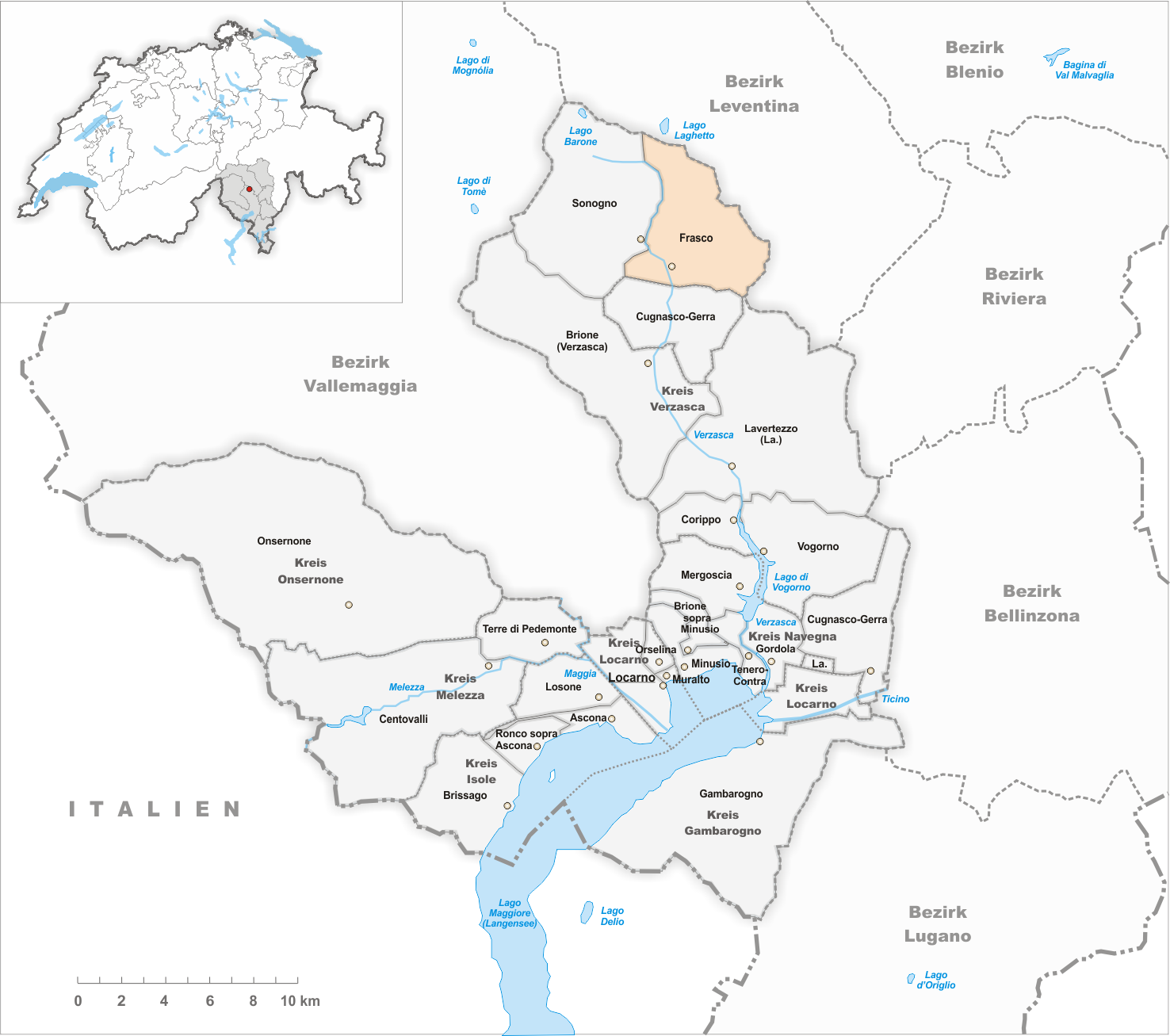
Gemeindestand vor der Fusion am 18. Oktober 2020

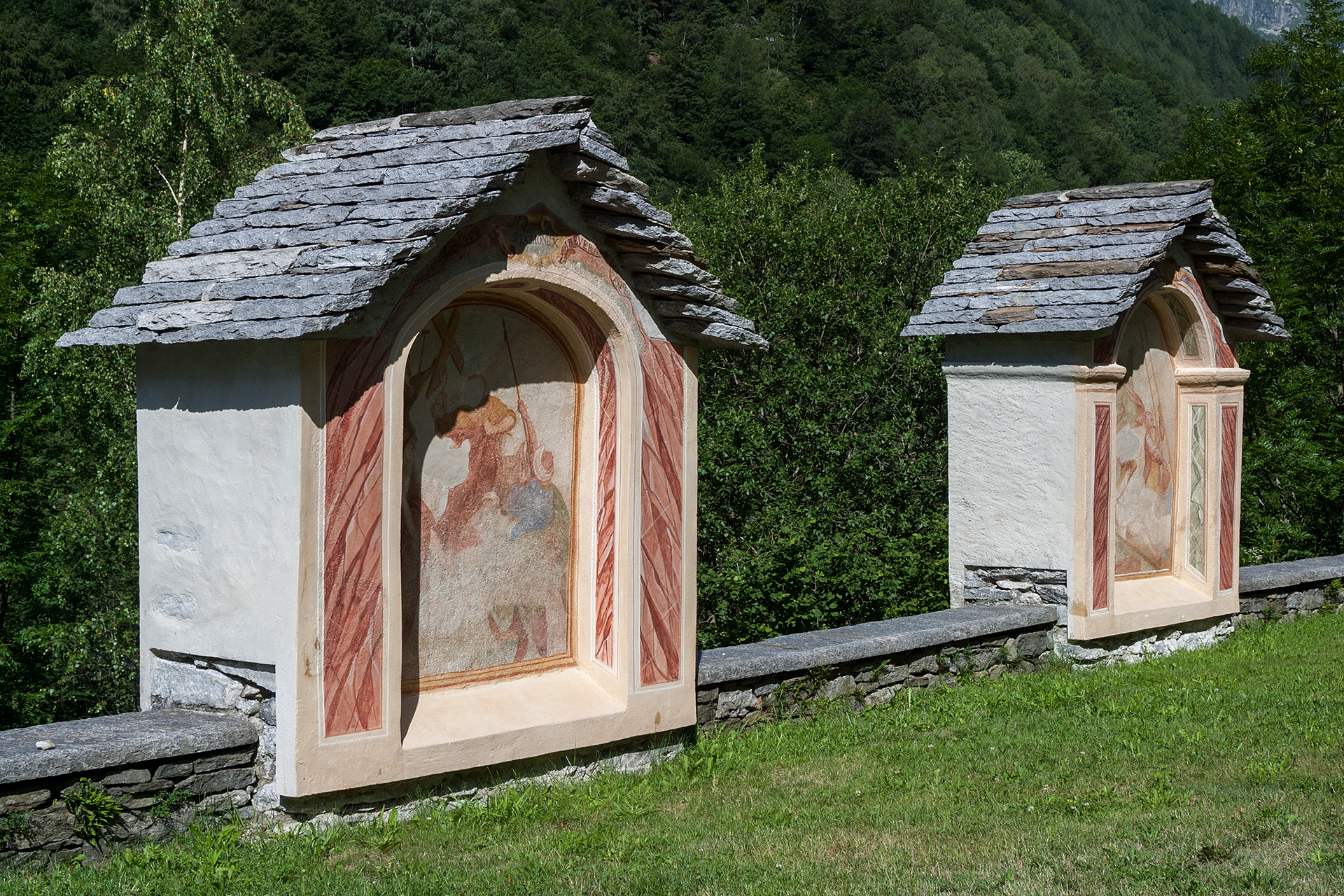
Kreuzweg-Stationen

Frasco ist eine Ortschaft in der Gemeinde Verzasca, Kanton Tessin. Bis 2020 bildete sie eine selbständige Gemeinde.

## Wappen
Blasonierung: In Blau ein nach schräglinks fliegender silberner Fisch.

Luftbild aus 2000 m von Walter Mittelholzer (1923)

## Geographie
Frasco liegt im Verzascatal. Durch den Ort fliesst der Wildbach Efra, der hier von links in die Verzasca mündet.
Nachbargemeinden waren Faido, Giornico und Personico im Valle Leventina sowie Cugnasco-Gerra, Lavertezzo und Sonogno im Verzascatal.

## Geschichte
Das Dorf ist 1219 als Ferasco de Verzasca erwähnt. Es gehörte früher zur Gemeinde des Verzascatals und zur Kirchgemeinde Vogorno, von der es sich 1518 abtrennte. Von 1395 bis 1843 bildete das Dorf mit Sonogno eine Gemeinde.
Am 18. Oktober 2020 fusionierte die damalige Gemeinde mit den Gemeinden Brione (Verzasca), Corippo, Cugnasco-Gerra (Gerra Valle), Lavertezzo (Lavertezzo Valle), Sonogno und Vogorno zur neugebildeten Gemeinde Verzasca. Die ehemalige Gemeinde aber bildet nach wie vor eine eigenständige Bürgergemeinde.

### Lawinenkatastrophe vom 11. Februar 1951
Im Lawinenwinter 1951 wurde die Ortschaft Frasco schwer getroffen. Nach intensiven Schneefällen löste sich am 11. Februar 1951 um 21:30 Uhr auf einer Breite von rund 600 Metern die Schneedecke oberhalb des Monte Pampinedo. Die Schneemenge bewegte sich durch mehrere Runsen talwärts und vereinte sich zu einer einzigen gewaltigen Lawine, die mitten ins Dorf führte und fast bis zur Kirche gelangte. Dabei wurden 10 Wohnhäuser, 14 Ställe und 8 Scheunen verschüttet.
In den verschütteten Häusern befanden sich noch 14 Personen. Zehn Personen konnten lebend geborgen werden, wobei eine davon nach 10 Tagen ihren schweren Verletzungen erlag. Die restlichen vier Personen konnten nur noch tot geborgen werden, damit starben fünf Personen durch diese Lawine. Daneben waren an materiellen Schäden neben den 32 Gebäuden noch der Verlust von 20 Schafen, einem Schwein und 33 Hühnern zu beklagen. Es wurden auch 5 ha Wald beschädigt, wobei ein Verlust von 50 m³ Holz zu verzeichnen war. Auch die Telefon- und Stromleitungen wurden unterbrochen und die Strasse verschüttet.

## Bevölkerung
Einwohnerzahlen: Volkszählungsdaten

## Sehenswürdigkeiten
- Pfarrkirche San Bernardo Abate[7][8]
- Kreuzweg-Stationen im Friedhof (1749)[7][8]
- Elektrizitätswerk (1925)[7][8]
- Alte Mühle (1880)[7][8]
- Schalenstein in Val Vogornesso im Ortsteil Vald (1028 m ü. M.)[9]

## Persönlichkeiten
- Giovanni Ferrini (* 1945 in Frasco ?), Architekt der ETH Zürich (1970), entwarf das Altersheim la Piazzetta in Lugano-Loreto (1994), restaurierte mit dem Architekten Pessina die Kathedrale von Lugano (2017) und wurde für seine Verdienste zum Komtur des päpstlichen Gregoriusorden ernannt (2018)[10][11]